# Alfred Cort Haddon

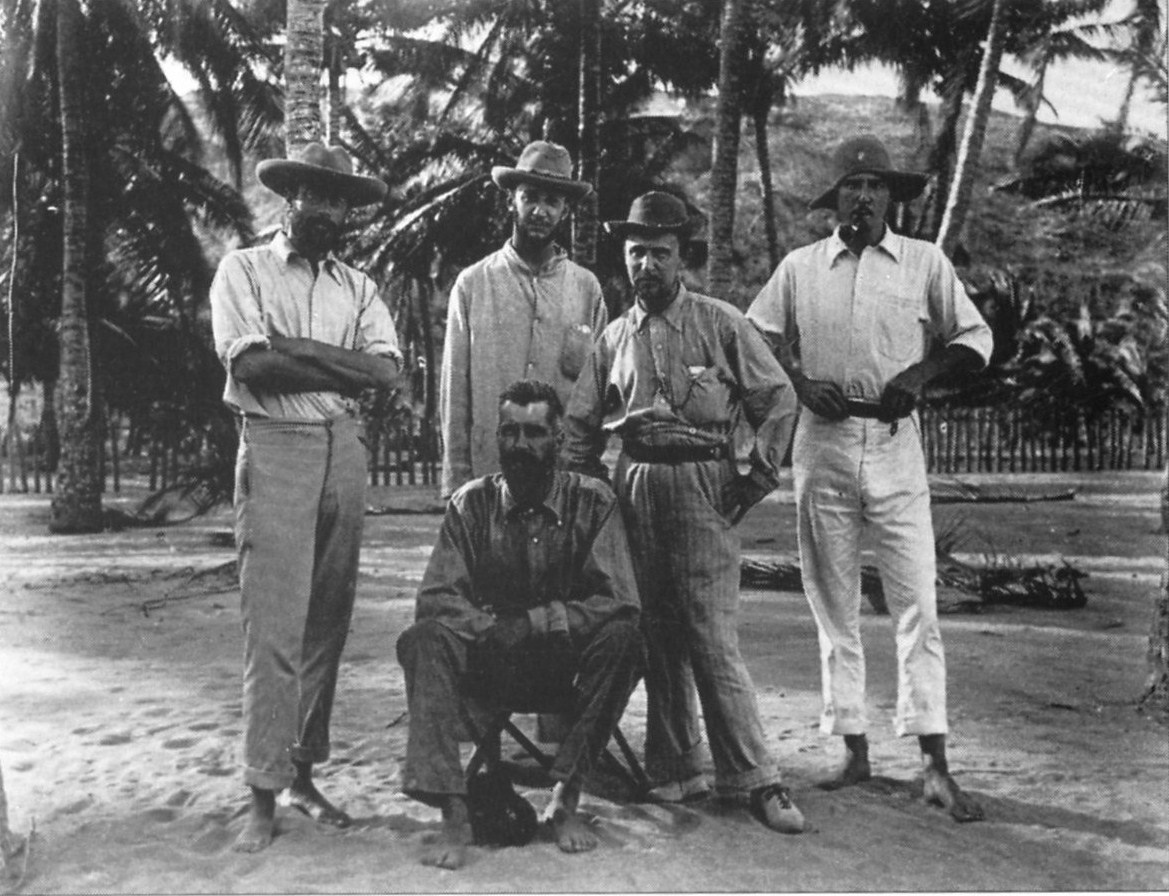
Membri della Torres Straits Expedition del 1898. In piedi (da sinistra a destra): W. H. R. Rivers, Charles Gabriel Seligman, Sidney Herbert Ray, Anthony Wilkin. Seduto: Alfred Cort Haddon

Alfred Cort Haddon (Sc.D., FRS, FRGS) (Londra, 24 maggio 1855 – Cambridge, 20 aprile 1940) è stato un antropologo ed etnologo britannico, zoologo di formazione, ideatore della spedizione antropologica allo Stretto di Torres, fondatore della School of Anthropology del Christ's College a Cambridge. Fu di grande influenza sulla etnologa americana Caroline Furness Jayne.